# Prophon
La Prophon (in bulgaro Профон?, Profon) è un'organizzazione non governativa che rappresenta l'industria musicale della Bulgaria e i musicisti, interpreti, autori e compositori che ne fanno parte. È membro dell'International Federation of the Phonographic Industry.
Dal 5 gennaio 2017 stila e pubblica la classifica ufficiale bulgara, composta dalle dieci canzoni più trasmesse in radio e in televisione ogni settimana a livello nazionale. Si divide in una top 10 per soli artisti bulgari e in una top 10 comprensiva per artisti bulgari e internazionali.